# Senators Sports & Entertainment
Senators Sports and Entertainment är ett kanadensiskt privatägt aktiebolag som äger och driver ishockeylaget Ottawa Senators i NHL och arenan Scotiabank Place via dotterbolaget Capital Sports Properties.

## Tillgångar
- Ottawa Senators
  - Capital Sports Properties
    - Scotiabank Place